# PY Волос Вероники
PY Волос Вероники (лат. PY Comae Berenices) — двойная затменная переменная звезда типа W Большой Медведицы (EW) в созвездии Волос Вероники на расстоянии приблизительно 1180 световых лет (около 362 парсек) от Солнца. Видимая звёздная величина звезды — от +13,8m до +13,2m. Орбитальный период — около 0,2662 суток (6,3879 часа)*.

## Характеристики
Первый компонент — жёлтый карлик спектрального класса G9. Масса — около 0,2 солнечной, радиус — около 0,49 солнечного, светимость — около 0,15 солнечной. Эффективная температура — около 5153 K.
Второй компонент — оранжевый карлик спектрального класса K. Масса — около 0,75 солнечной, радиус — около 0,88 солнечного, светимость — около 0,38 солнечной. Эффективная температура — около 4833 K.